# Gerontoplast
In vergelende bladeren gaan de chloroplasten over in gerontoplasten. Wat misschien eenzelfde proces is als de overgang van chloroplasten in chromoplasten bij rijpende tomaten. Zowel chromoplasten als gerontoplasten kunnen weer overgaan in chloroplasten.
De overgang van chloroplast naar gerontoplast wordt ingezet door het ijzerbevattende oxygenase-enzym, Pheide a oxygenase (PaO). Dit enzym komt alleen voor in gerontoplasten. Een gerontoplast is kleiner dan de chloroplast. Tevens gaat er bij de overgang veel thylakoïde en deeltjes in het stroma verloren, maar nemen de plastoglobules toe zowel in hoeveelheid als in dichtheid. De membraan van de gerontoplast blijft intact.

## Referentie
1. ↑  Zavaleta-Mancera HA, Thomas BJ, Thomas H, Scott IM. 1999b. Regreening of Nicotiana leaves. II. Redifferentiation of plastids. Journal of Experimental Botany 50, 1683-1689.